# Evgeny Baburin
Evgeny Eduardovich Baburin (en ruso: Евгений Эдуардович Бабурин), (nacido el 4 de julio de 1987 en Gorkiy, RSS de Rusia, URSS) es un jugador ruso de baloncesto que pertenece a la plantilla del BC Nizhny Novgorod de la VTB United League. Con 1,90 metros de estatura juega en la posición de escolta.

## Trayectoria deportiva

### Profesional
Comenzó su andadura en el baloncesto profesional en el BC Nizhny Novgorod de su ciudad natal en 2005, entonces en la tercera división rusa. en 2010 fue cedido al Spartak Primorje, donde permaneció dos temporadas. En la segunda de ellas promedió 8,4 puntos, 1,9 rebotes y 1,8 asistencias por partido, regresando en 2012 al Nizhny Novgorod, donde permaneció hasta 2016.
En 2016 firmó por tres temporadas con el Lokomotiv Kuban, pero finalmente dueron dos las temporadas que disputó, jugando siempre como suplente.
En 2018 regresó al club de sus orígenes, el BC Nizhny Novgorod, en el que milita desde entonces. En la temporada 2022-2023 fue elegido Jugador Defensivo del Año de la VTB United League.

### Selección nacional
Baburin ha formado parte de la selección rusa, con la que disputó el EuroBasket 2015 y el EuroBasket 2017.